# Batalla de Llucmajor
La batalla de Llucmajor  tuvo lugar el 25 de octubre de 1349 en la población de Llucmajor (Mallorca), en el lugar conocido desde entonces como es Camp de sa Batalla (el campo de la batalla). En este combate, las tropas de Pedro IV de Aragón derrotaron a las de Jaime III de Mallorca. Tras la derrota, Pedro IV incorporó el reino de Mallorca a la corona de Aragón.

## Antecedentes
El reino de Mallorca se encontraba en un punto estratégico del Mediterráneo. Pedro IV, que pretendía expandir sus territorios hacia Grecia, pero, dada su falta de soberanía en Mallorca, no podía pasar libremente por los territorios de la isla, controlados por Jaime III de Mallorca. 
Pedro, indignado, desembarca en Santa Ponsa, y vence a las fuerzas mallorquinas en 1343. A continuación, dirige su expansión hacia Europa continental, más concretamente hacia el Rosellón y la Cerdaña, conquistando estos territorios en el año 1345. Jaime huye y vende al rey de Francia Felipe IV los territorios que le quedaban en Occitania: Carladés, Omeladés y Montpellier. Con el dinero recibido, arma un ejército que partirá hacia Mallorca para intentar reconquistar el reino de Mallorca.

## La batalla

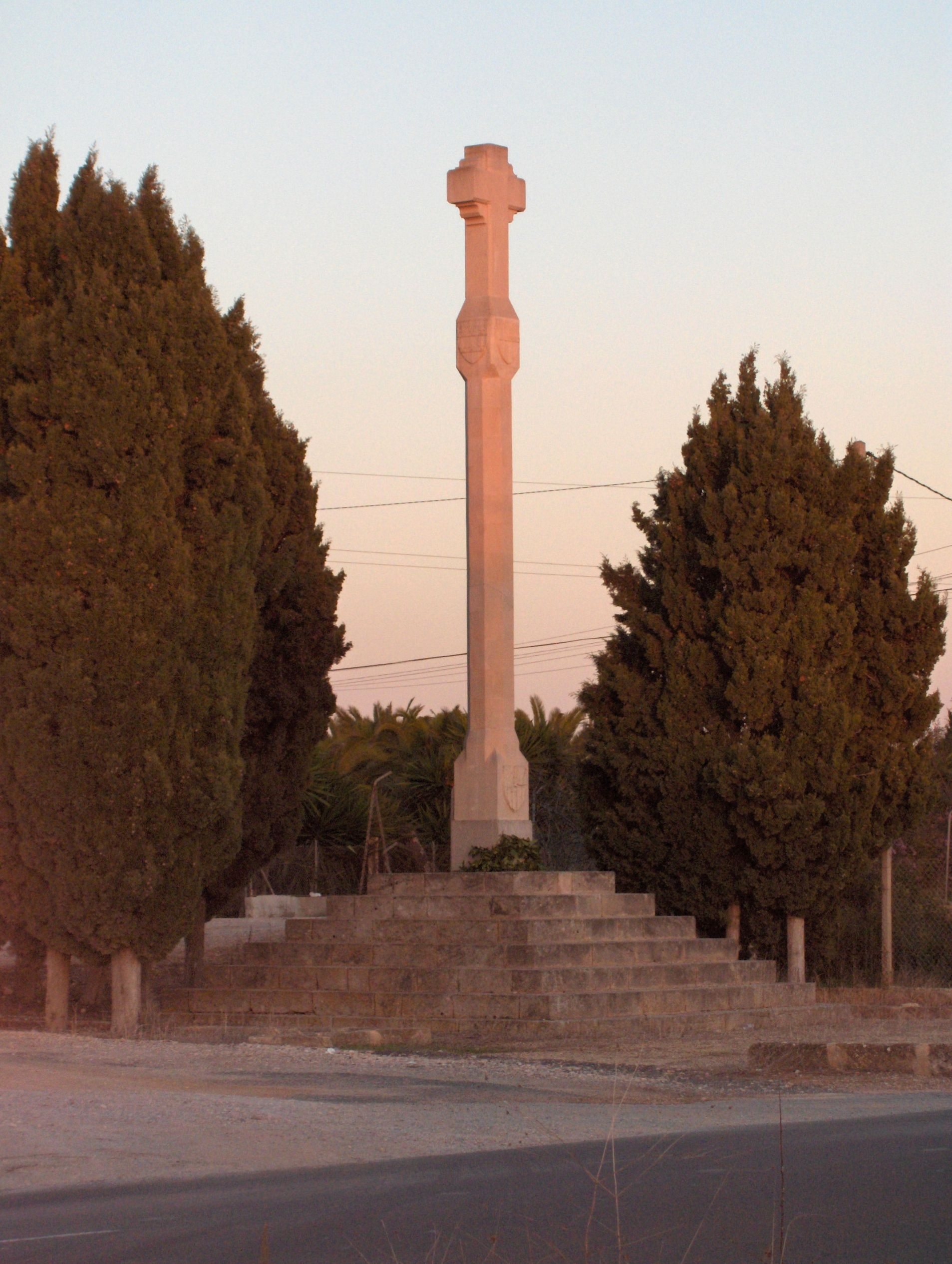
Monumento de la batalla

En Llucmajor se decidirá la batalla más importante de la historia del Reino de Mallorca. Jaime III y su hijo Jaime (el futuro Jaime IV) dirigen la batalla, pero la derrota es inevitable. Jaime III muere y Jaime IV es encarcelado. A este último le soltarán e intentará recuperar el reino, pero fallará rotundamente. Morirá en Soria en 1375.
Junto a Jaime fueron hechas prisioneras la reina Violante de Vilaragut y su hermana Isabel. Jaime estuvo preso en el castillo de Játiva y en el Castillo Nuevo de Barcelona hasta 1362 en que fue liberado por Jaime de Santcliment.

## Consecuencias
La Batalla de Llucmajor significará la incorporación definitiva de Mallorca a la Corona de Aragón. Comenzará una época de expansión militar de Aragón a lo largo del Mediterráneo, siempre con el apoyo de algún militar, barco o marinero mallorquín.
El título de rey de Mallorca siguió siendo reclamado por la hermana de Jaime IV, Isabel. En 1344 el rey Pedro IV había promulgado el decreto de los Privilegios de la Unión, por el que se estipulaba que no se podrían separar de la Corona de Aragón los territorios del Reino de Mallorca (Juramento por las Islas). 
El Reino de Mallorca conservó su denominación y sus instituciones hasta la promulgación de los Decretos de Nueva Planta (1716) que abolieron todas sus instituciones.